# Смешен театър
Смешният театър е най-новата тетрална трупа в София със своя сцена. Намира се на „Театралната“ улица „Раковски“ 108 в зала 4 в Дома на научно-техническите съюзи. Салонът разполага с 304 места и е напълно ремонтиран и пригоден за театрални представления.
Новият комедиен театър е открит на 15 октомври 2007 г. с постановката „Госпожа стихийно бедствие“ с участието на Стоянка Мутафова. Програмата до края на сезона включва редица популярни и нови пиеси.
Режисьор на театъра е Светлозар Гагов. Амбициозната трупа включва Краси Радков, Стефан Рядков, Стефан Мавродиев, илюзиониста Астор и други известни актьори.